# Julian Karczewski (1806–1833)
Julian Karczewski (ur. w grudniu 1806 w Olszanach, zm. w styczniu 1833 w Rzymie) – polski malarz, twórca scen rodzajowych i pejzaży.

## Życiorys
Syn Józefa i Anny z Ulickich. Uczęszczał do gimnazjum w Wilnie, później studiował na Uniwersytecie Wileńskim pod kierunkiem Jana Rustema. Pierwsze obrazy namalował w wieku 18 lat. W 1824 udał się do Petersburga, gdzie poznał Aleksandra Orłowskiego, który został jego nauczycielem. W 1826 wyjechał na dalszą naukę do Francji. W Paryżu był uczniem Grosa i Horacego Verneta; tam też powstały jego obrazy: Sobieski pod Wiedniem i Jeździec turecki. Po krótkim pobycie w Anglii wyjechał do Rzymu, gdzie osiedlił się na stałe. 
Malował głównie sceny rodzajowe (Popas, Karczma, Ekstrapoczta, Pogrzeb żydowski), ale też kompozycje historyczne i pejzaże włoskie.
Zmarł na gruźlicę.